# Lauren Phoenix
Lauren Phoenix (Toronto, 13 de mayo de 1979) es una actriz pornográfica canadiense retirada.

## Primeros años
Phoenix nació y se crio en Toronto, Ontario. Su madre es británica y su padre es italiano.
Phoenix asistió al instituto de artes escénicas y ha realizado musicales como cantante, bailarina, y actriz. Practicó ballet durante diez años e hizo claqué, jazz, lírico, y danza moderna. También enseñó ballet durante un año. Asistió a la University of Western Ontario durante dos años y se lincenció en música. Estudió classical music y fue cantante de jazz y blues.

## Carrera

### Baile
Phoenix realizó estriptis cuanto tenía 20 años. Hizo estriptis en lugares a las afueras de Toronto, tales como Windsor, Ontario, para evitar ser reconocida por alguien que la conociese. También bailó en Stringfellows en Londres, Inglaterra. Después de un breve período haciendo stripteas en Tally Ho en Las Vegas, se mudó a California, donde hacía estriptis en Blue Zebra antes de entrar en la industria del cine para adultos.

### Actuación
Phoenix entró en la industria del cine para adultos en marzo de 2003 después de contactar con World Modeling. Su primera escena fue en More Dirty Debutantes 253 para Ed Powers Productions. En agosto de 2005, firmó un contrato de exclusividad con Defiance Films y su compañía hermana, Torrid Entertainment, durante un año. Finalizó el contrato después de sólo seis meses. El 20 de abril de 2006, copresentó la 22.ª Gala Anual de los Premios XRCO junto a Stormy Daniels. Se retiró oficialmente del cine para adultos el 6 de junio de 2006.

### Dirección
Phoenix hizo su debut direccional con Shut Up & Fuck Me! para Doghouse Digital en diciembre de 2004. Para la secuela, Shut Up & Fuck Me 2, sólo dirigió dos de las cinco escenas. Fue contratada por Mayhem/Sin City para dirigir una película titulada Young Bung el 9 de febrero de 2005, pero abandonó el set debido a diferencias creativas y fue reemplazada por Ariana Jollee. Más tarde ese mismo año, tenía contratos para dirigir con No Boundaries Entertainment, Defiance Films, y Torrid Entertainment. También dirigió Pussy POV para VCA Pictures.

### Principales apariciones en los medios
Phoenix fue contratada para hacer de modelo de calcetines, ropa interior y camisetas de tirantes por American Apparel. El anuncio fue publicado en febrero de 2005.

### Otros emprendimientos
La principal meta de Phoenix' cuando entró en la industria del cine para adultos era producir su propio porno y crear páginas web. En abril de 2005, lanzó BigPimpinCash.com, un webmaster affiliate program. Mientras estaba en la industria, poseía la web Bang-A-Pornstar.com. También tenía una web oficial, LaurenPhoenix.com.
En mayo de 2005, Phoenix lanzó The Lauren Phoenix Agency para representarse a sí misma y a otros artistas. Cerró la agencia en enero de 2006 y eligió LA Direct Models para representarla.

## Premios y nominaciones

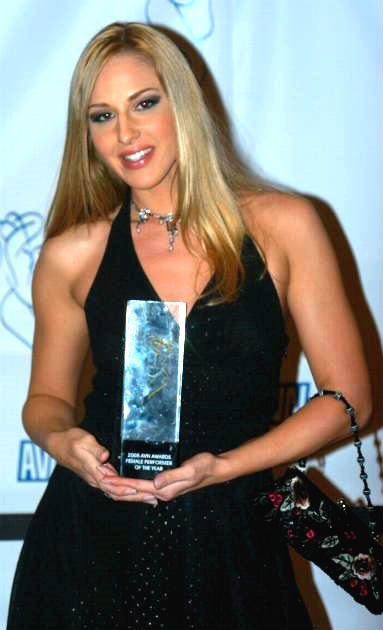
Lauren Phoenix sosteniendo su 2005 AVN Award for Female Performer of the Year

| 2004 | Best New Starlet |                             |
| 2004 | Mejor Escena de Sexo Anal – Vídeo (con Mark Davis)                                                                                 | Grand Theft Anal 2          |
| 2005 | Intérprete Femenina del Año |                             |
| 2005 | Mejor Escena de Sexo Anal (con Lee Stone)                                                                                          | A.N.A.L. 3                  |
| 2005 | Mejor Actuación Tease | I'm Your Slut 2             |
| 2005 | Mejor Escena de Sexo en Pareja – Vídeo (con Manuel Ferrara)                                                                        | I'm Your Slut 2             |
| 2005 | Mejor Escena de Sexo en Pareja – Vídeo (con Mick Blue)                                                                             | Sodomania 41                |
| 2005 | Mejor Escena de Sexo en Grupo – Vídeo (con Missy Monroe, Ben English & Mr. Pete)                                                   | Double Teamed 2             |
| 2005 | Mejor Escena de Sexo en Trío – Vídeo (con Katrina Kraven & Tony T.)                                                                | Big Wet Asses 4             |
| 2005 | Mejor Escena de Sexo en Trío – Vídeo (con Cytherea & Randy Spears)                                                                 | Buttwoman Iz Lauren Phoenix |
| 2006 | Intérprete Femenina del Año |                             |
| 2006 | Mejor Actriz Secundaria – Vídeo | The Edge Runner             |
| 2006 | Mejor Intérprete Tease | Lauren Phoenix’s Fuck Me    |
| 2006 | Mejor Escena de Sexo Todo-Chicas – Vídeo (con Kimberly Kane, Katrina Kraven, Kylie Ireland & Julie Night)                          | Epiphany                    |
| 2006 | Mejor Escena de Sexo Anal – Vídeo (con Anthony Hardwood)                                                                           | Flesh Fest 3                |
| 2006 | Mejor Escena de Sexo en Grupo – Vídeo (con Dave Hardman, Scott Lyons, Richard Raymond, Trevor Slide, Jeremy Steele & Trent Tesoro) | Clusterfuck 3               |
| 2006 | Mejor Escena de Sexo en Grupo – Video (con Melissa Lauren, Erik Everhard & John Strong)                                            | Semen Sippers 3             |
| 2006 | Mejor Escena de Sexo en Solitario                                                                                                  | Anal Showdown               |

| 2004 | Nueva Estrella                      |                 |
| 2004 | Analista orgásmica                  |                 |
| 2005 | Intérprete Femenina del Año         |                 |
| 2005 | Trío (con Katrina Kraven & Tony T.) | Big Wet Asses 4 |
| 2005 | Analista orgásmica                  |                 |